# Joyce Compton
Joyce Compton (Lexington, 27 gennaio 1907 – Los Angeles, 13 ottobre 1997) è stata un'attrice statunitense.

## Biografia
Stabilitasi con la sua famiglia a Hollywood nel 1925, vi vinse un premio di bellezza, debuttando al cinema con The Golden Bed. L'anno seguente fu scelta tra le tredici WAMPAS Baby Stars ma la sua carriera ebbe una svolta solo quando nel 1929 si fece notare con le brillanti interpretazioni in L'allegra brigata e in Funamboli con Clara Bow.
Ottenuto un contratto con la Fox, recitò in due anni in tredici film, da Saluto militare a Good Sport ma senza essere impegnata in ruoli da protagonista, bensì in quelli più marginali della bionda e simpatica svampita. Finito il rapporto con la Fox, interpretò ruoli analoghi in film di altre case, compresi otto cortometraggi comici prodotti da Mack Sennett nel 1933. Per Hal Roach nel 1935 interpretò altri tre corti con Charley Chase.
Tra le sue migliori performance degli anni trenta si contano quelle in Artists and Models Abroad, Crociera d'amore, Balalaika, Sky Murder e in particolare ne L'orribile verità. Negli anni quaranta interpretò ruoli diversi in film di vario genere, dai thriller Scared to Death al western Silver Spurs, dalle commedie Accadde una sera e Too Many Women ai polizieschi Dark Alibi e Behind the Mask o ai musical Let's Make Music e Silver Skates.
Negli anni cinquanta ebbe soltanto piccole parti in tre film e dal 1953 al 1961, anno in cui lasciò definitivamente il mondo dello spettacolo dopo più di 150 film, apparve in alcune serie televisive. Si sposò il 29 ottobre 1955 ma divorziò dopo tre mesi. Nel 1965 ottenne una stella sulla Hollywood Walk of Fame. Joyce Compton morì nel 1997 a novant'anni al Motion Picture and Television Hospital di Woodland Hills e fu sepolta nel Forest Lawn Memorial Park di Hollywood.

## Riconoscimenti
- WAMPAS Baby Star nel 1926

## Filmografia parziale

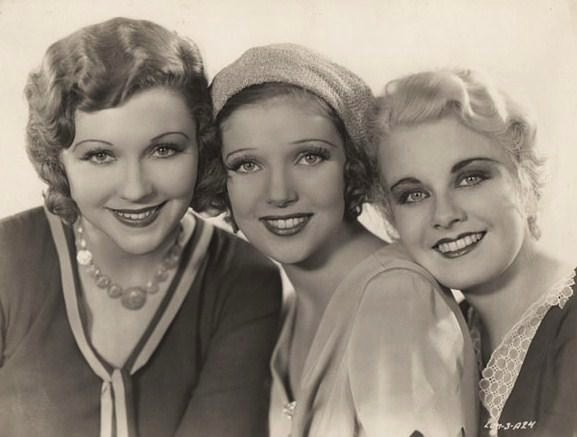
Con Loretta Young e Joan Marsh in Three Girls Lost

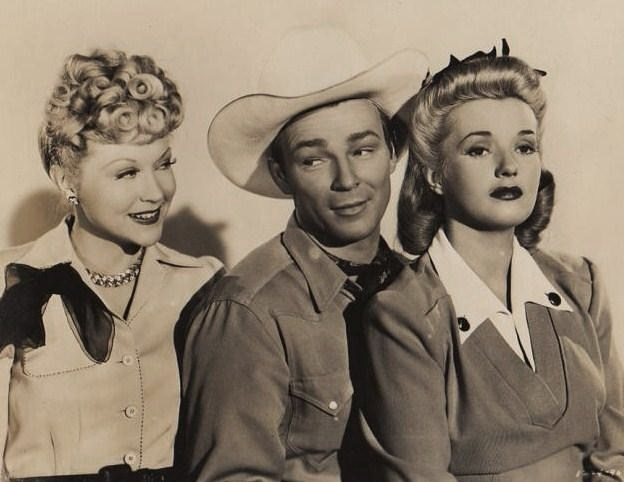
Con Roy Rogers e Phyllis Brooks in Silver Spurs

### Cinema
- Il letto d'oro (The Golden Bed), regia di Cecil B. DeMille (1925)
- Syncopating Sue, regia di Richard Wallace (1926)
- Il cavaliere della frontiera (The Border Cavalier), regia di William Wyler (1927)
- Soft Living, regia di James Tinling (1928)
- L'allegra brigata (The Wild Party), regia di Dorothy Arzner (1929)
- The Three Sisters, regia di Paul Sloane (1930)
- La seduzione del peccato (Wild Company), regia di Leo McCarey (1930)
- Three Girls Lost, regia di Sidney Lanfield (1931)
- Afraid to Talk, regia di Edward L. Cahn (1932)
- Cuore d'amanti (Lady and Gent), regia di Stephen Roberts (1932)
- Sing Sinner Sing, regia di Howard Christie (1933)
- Angeli del dolore (The White Parade), regia di Irving Cummings (1934)
- Facce false (Let 'em Have It), regia di Sam Wood (1935)
- La bisbetica innamorata (Love Before Breakfast), regia di Walter Lang (1936)
- L'orribile verità (The Awful Truth), regia di Leo McCarey (1937)
- Ali nella bufera (Wings Over Honolulu), regia di H.C. Potter (1937)
- Crociera d'amore (Trade Winds), regia di Tay Garnett (1938)
- La rosa di Washington (Rose of Washington Square), regia di Gregory Ratoff (1938)
- Balalaika, regia di Reinhold Schünzel (1939)
- L'errore del dio Chang (Turnabout), regia di Hal Roach (1940)
- La città del peccato (City for Conquest), regia di Anatole Litvak (1940)
- Sky Murder, regia di George B. Seitz (1940)
- Fulminati (Manpower), regia di Raoul Walsh (1941)
- Accadde una sera (Bedtime Story), regia di Alexander Hall (1941)
- Too Many Women, regia di Bernard B. Ray (1942)
- Sparvieri di fuoco (Thunder Birds: Soldiers of the Air), regia di William A. Wellman (1942)
- Silver Spurs, regia di Joseph Kane (1943)
- Delitti senza sangue (Danger Signal), regia di Robert Florey (1945)
- Il sergente e la signora (Christmas in Connecticut), regia di Peter Godfrey (1945)
- Dark Alibi, regia di Phil Karlson (1946)
- Tutta la città ne sparla (Rendezvous with Annie), regia di Allan Dwan (1946)
- Scared to Death, regia di Christy Cabanne (1947)
- Un sudista del Nord (A Southern Yankee), regia di Edward Sedgwick (1948)
- Grand Canyon, regia di Paul Landres (1949)
- The Persuader, regia di Dick Ross (1957)
- Girl in the Woods, regia di Tom Gries (1958)

### Televisione
- Gianni e Pinotto (The Abbott and Costello Show) – serie TV, episodio 1x22 (1953)
- Pete and Gladys – serie TV, episodio 1x16 (1961)